# Aberto de Florianópolis 2012
L'Aberto de Florianópolis 2012 è stato un torneo professionistico di tennis maschile giocato sul cemento. È stata la 5ª edizione del torneo che fa parte dell'ATP Challenger Tour nell'ambito dell'ATP Challenger Tour 2012. Si è giocato a Florianópolis in Brasile dal 27 febbraio al 4 marzo 2012.

## Partecipanti

### Teste di serie
| Nazionalità | Giocatore              | Ranking* | Testa di serie |
| ----------- | ---------------------- | -------- | -------------- |
| Francia     | Éric Prodon            | 103      | 1              |
| Stati Uniti | Wayne Odesnik          | 107      | 2              |
| Brasile     | Rogério Dutra da Silva | 109      | 3              |
| Slovenia    | Blaž Kavčič            | 110      | 4              |
| Argentina   | Diego Junqueira        | 112      | 5              |
| Brasile     | Ricardo Mello          | 120      | 6              |
| Spagna      | Rubén Ramírez Hidalgo  | 123      | 7              |
| Italia      | Simone Bolelli         | 134      | 8              |

- Ranking al 20 febbraio 2012.

### Altri partecipanti
Giocatori che hanno ricevuto una wild card:
- Martín Cuevas
- Tiago Fernandes
- Bruno Sant'Anna
- João Pedro Sorgi

Giocatori passati dalle qualificazioni:
- Leonardo Kirche
- Christian Lindell
- Thiago Monteiro
- Fernando Romboli

## Campioni

### Singolare
Simone Bolelli ha battuto in finale  Blaž Kavčič, 6-3, 6-4

### Doppio
Blaž Kavčič /  Antonio Veić hanno battuto in finale  Javier Martí /  Leonardo Tavares, 6-3, 6-3